# Кадиров, Жахонгиржан Мамадумарович
Жахонгиржан Мамадумарович Кадиров (2 января 1982) — киргизский футболист, нападающий.

## Биография
Дебютировал в высшей лиге Кыргызстана в 1999 году в клубе «Семетей» (Кызыл-Кия). Затем выступал за середняков и аутсайдеров высшей лиги — «Динамо-КПК» (Джалал-Абад), «Динамо-Алай» (Ош), «Ак-Була» (Араван), «Нефтчи» (Кочкор-Ата).
В 2005 году перешёл в «Жаштык-Ак-Алтын», в его составе стал трёхкратным бронзовым призёром чемпионата (2005, 2006, 2007) и трёхкратным финалистом Кубка Кыргызстана (2005, 2006, 2008). В сезоне 2007 года вошёл в пятёрку лучших бомбардиров чемпионата с 13 голами.
Всего в высшей лиге Кыргызстана забил 59 голов.